# 念白
念白就中國傳統戲曲而言，是指人物內心獨白或兩者對話，使用明顯節奏變化，並拖長字音的語調。此種介於口白與唱腔的表演方式，很難區分。一般來說，不具梆子、西皮、二黃等基礎唱調，但是比口白誇張的拉長尾音說話方式，皆可稱為念白。
另外，念白也會根據使用語言不同而有所差異，例如京劇表演中，使用北京音的念白稱為京白、使用湖廣音的稱為韻白，而使用蘇南地區方言的的念白即稱為蘇白。又如布袋戲偶而會使用泉州腔或漳州腔的念白來突顯一個人的特色。事實上，講究口白的布袋戲最多使用念白的時候，為出場詩之運用。